# Esperanza Elena Caro
Esperanza Elena Caro (La Campana, provincia de Sevilla, 4 de septiembre de 1906-Sevilla, 6 de marzo de 1985) fue una bordadora española del siglo XX que realizó importantes trabajos destinados en su mayor parte a organizaciones religiosas, principalmente hermandades de la Semana Santa de Sevilla y Andalucía.

## Biografía
Nació en el municipio de La Campana (provincia de Sevilla) el 4 de septiembre de 1906. Sus padres se llamaban Manuel Elena y Concepción Caro y residian en el cortijo La Baldía de La Campana que pertenecía a la familia Benjumea. Fue inscrita en el registro civil de Sevilla  y bautizada en la Iglesia de San Gil (Sevilla). Realizó estudios primarios en el ya desaparecido convento de franciscanas de Santa María del Socorro, situado en la calle Bustos Tavera de Sevilla. A los 17 años se inició en el  bordado en el taller de sus tíos, bajo la supervisión de su tía Victoria Caro, quien junto a su hermano abrió en 1907 el la calle Calatrava el primer taller de la saga Elena Caro. En 1928, este sería trasladado a la calle Conde de Barajas, en un primer momento al número 4 y más adelante al 20.  A partir de 1943 Esperanza Elena Caro se hizo cargo del taller y lo regentó durante varias décadas. Falleció el 6 de marzo de 1985.

## Obra
Su obra estuvo muy influenciada por el bordador Juan Manuel Rodríguez Ojeda, del que su tía fue discípula. También tuvo influencias procedentes de otros artistas, entre ellos Ignacio Gómez-Millán, Cayetano González y Joaquín Castilla. Realizó numerosas aportaciones al bordado, adoptó las innovaciones introducidas por Rodríguez Ojeda, sobre todo en la decoración de los pasos de palio. Será a partir de Esperanza Elena Caro cuando se pierda la decoración con grandes hojas de cardo, que se instauraron durante el siglo XIX y sería sustituidos por diseños más ligeros. Entre sus aportaciones más importantes, se pueden destacar el relieve como elemento de exorno a los «candelieri» y canastas de flores con forma de cálices o urnas, las cuales, dispuestas sobre el palio a bordar se convierten en ejes desde donde se van desarrollando los restantes motivos decorativos. Tampoco falta en las creaciones de esta artista la presencia de un variado exorno con formas vegetales. En ocasiones introduce motivos arquitectónicos decorativos. 
Su obra se encuentra distribuida por Sevilla y diferentes ciudades de Andalucía. Durante los años 60 del siglo XX, su taller realizó más de 300 obras diferentes para toda Andalucía. 
Una de sus trabajos más importantes y reconocidas es el manto de la coronación de la Macarena confeccionado en 1964 y basado en el diseño realizado por el orfebre Fernando Marmolejo Camargo. Para Elena Caro este encargo tuvo un carácter muy especial ya que la Virgen de la Macarena era su principal devoción mariana. 
La mayor parte de sus trabajos estuvieron destinados a congregaciones religiosas, sobre todo hermandades de penitencia, también realizó obras para hermandades del Rocío, entre ellas los simpecados de las hermandades de Triana, Huelva o la Macarena. Algunos de sus bordados estuvieron destinados a instituciones militares y se conservan en la Capitanía General de Sevilla y otros a instituciones civiles, por ejemplo la Exposición Iberoamericana de Sevilla de 1929.

## Obras principales
Pueden destacarse las siguientes:
- Simpecado de la Real e Ilustre Hermandad de Nuestra Señora del Rocío de Huelva, en 1939.[13][14]
- Simpecado para la Hermandad de la Esperanza Macarena (Sevilla) realizado en 1940.
- Manto de la Esperanza de Triana confeccionado en 1945.
- Manto de la Virgen del Reposo, Valverde del Camino (Huelva).
- Palio para la Hermandad de los Estudiantes (Sevilla).
- Techo de palio de la Virgen de los Dolores, de la Hermandad de las Penas (Sevilla), confeccionado en 1954 según diseño de Cayetano González.
- Manto para la Esperanza Macarena con motivo de su coronación en 1964, según diseño del orfebre Fernando Marmolejo Camargo.
- Manto de la Virgen de la Amargura de la Hermandad de Zamarrilla (Málaga) confeccionado en 1977.
- Bordado del palio de la Virgen de las Aguas perteneciente a la Hermandad del Museo (Sevilla).
- Bordado del palio  y Manto de la Esperanza de la Yedra en Jerez de la Frontera.[15]
- Saya de la Virgen del Valle Coronada en Jerez de la Frontera.[cita requerida]

## Distinciones
- Medalla de oro al mérito en el trabajo (1971).[16]
- Medalla de plata en la Exposición de Arte Sacro de Madrid.